# San Jerónimo (Ribera, San Martino)
San Jerónimo pintura bajo la técnica de óleo sobre lienzo (125×100 cm) de 1651 de José de Ribera conservado en el Museo Nacional de San Martino de Nápoles . 

## Historia y descripción
Hacia 1638 Jusepe de Ribera recibió una serie de encargos que se produjeron en un contexto de profunda renovación de la Cartuja de San Martín. Bajo el priorato de Giovanni Battista Pisante, el pintor español fue uno de los artistas más destacados del medio napolitano al que se recurrió para la monumental obra de decoración de la iglesia, para la que ya en 1637 realizó el suntuoso retablo de la Piedad para la sacristía, posteriormente trasladado a finales del siglo XVII a la sala del Tesoro Nuovo, donde aún se conserva.
Los encargos que interesaban al pintor se referían a la realización de una serie de catorce lienzos de profetas bíblicos, para colocar a lo largo de la nave de la iglesia, realizados entre 1638 y 1643, la pequeña pintura de óleo sobre cobre de San Bruno recibe la regla, también de 1643, y otros tres lienzos que, también debido a la enfermedad que aquejó al artista español partir de 1643, no serían entregados hasta 1651  Estas últimas obras fueron, pues, el gran cuadro de la Comunión de los Apóstoles, para la pared lateral del coro de la iglesia, y dos cuadros destinados a los pisos privados del prior (hoy Museo Nacional de San Martino), por los que se pagaron 100 ducados acumulativos (incluido el pequeño pintura sobre cobre sobre San Bruno), San Jerónimo y San Sebastián.
Se trata de uno de los temas más frecuentes en el catálogo de Ribera: en esta versión, el santo (Jerónimo) está representado de medio cuerpo, de perfil, con la mirada fija en el espectador, en la vejez, con la epidermis particularmente severa, arrugada y marchita, escribiendo traducciones de la Biblia en latín.
La firma del pintor y la fecha de ejecución están impresas en la hoja de papel que sostiene en su mano izquierda: « Jusepe de Ribera español / F. 1651 ».
En Nápoles, Italia se conservan otros tres cuadros de Ribera sobre el santo: San Jerónimo y el ángel del juicio, en el Museo Capodimonte, y San Jerónimo leyendo, en la Gallerie dell'Accademia .